# Waaier (formatie)

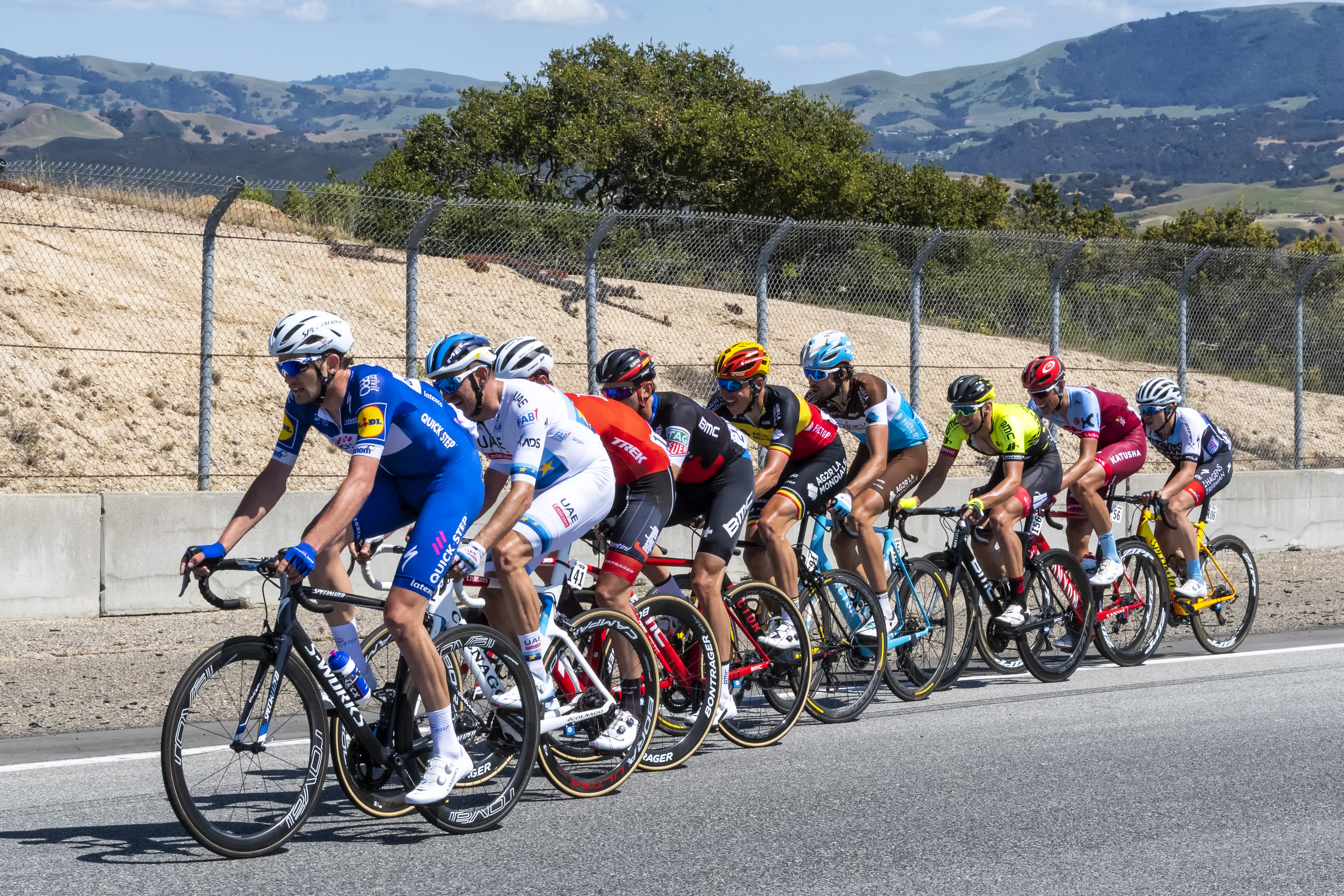
Een waaier met negen renners

Een waaier of echelon is een techniek uit het wielrennen. Een waaier is de benaming voor de formatie die een groep renners aanneemt als de wind schuin van voren komt om zo de windweerstand zo klein mogelijk te maken. De techniek bestaat uit het schuin achter elkaar rijden van een aantal renners.
Degene die de voorste positie in de groep inneemt, de koprijder, is het meest onderhevig aan de windinvloed en elke positie daarachter telkens minder. De koprijder beschermt de anderen tegen de wind, het zogenaamde 'uit de wind houden'. De koppositie in een groep rouleert, teneinde de arbeid in min of meer gelijke mate over de verschillende renners te spreiden. Dit laatste is een ongeschreven wielerwet. Uit tactisch oogpunt (het sparen van energie) pogen sommige coureurs zich te onttrekken aan deze verplichting.
Het zogenaamd op de kant trekken lukt het beste met een zijwind of zijwind mee en een open ruimte met brede weg. In zo'n geval kan één of kunnen meerdere ploegen er samen als waaier voor zorgen dat, behoudens henzelf als men goed weet samen te werken, het peloton op een lint getrokken wordt én aan de zijkant van de weg terecht komt waardoor achter de waaier niemand meer beschermd wordt tegen de wind. Hierdoor zullen de voorste renners in de waaier minder energie nodig hebben om door te rijden, terwijl de individuele renners allemaal veel energie kwijt zullen zijn om in het wiel van hun voorganger te kunnen blijven. Zo zal het peloton op de plekken van de zwakste schakels in het lint van wielrenners in groepen uiteen breken, die vervolgens zelf weer een waaier kunnen gaan vormen en hetzelfde kunnen gaan herhalen voor de staart van dat groepje renners.
Een onderdeel van het wielrennen waar het rijden in waaiers een grote rol speelt is de ploegentijdrit.